# 內分泌干擾物
內分泌干擾物（endocrine disrupting chemical）簡稱EDC，是一類來自外界且能干擾內分泌功能的化學物質，其會干擾體內激素的生成、釋放、輸送、代謝、結合或消除過程。環境荷爾蒙是此類物質中最常見的類別。

## 化學物質
- 烷基酚（alkylphenols）
- 邻苯二甲酸酯（phthalates）
- 多溴二苯醚 polybrominated diphenyl ethers (PBDEs)（a brominated flame retardant）
- 六溴环十二烷（C12H18Br6）hexabromocyclododecane (HBCD)（a brominated flame retardant）
- 四溴双酚A tetrabromobisphenol-A (TBBPA)（一种含溴的阻燃剂）
- 雙酚A（Bisphenol A）及其變體
- 多氯聯苯（PCB）Polychlorinated biphenyls
- 人工合成麝香nitromusks:二甲苯麝香musk xylene、酮麝香（musk ketone）、多環麝香（polycyclic musk，HHCB =Glalxolide, AHTN =Tonalide）

可見各日用產品中如含苯、酚、氯等均可在地球形成各式內分泌干擾物。

## 影響
- 污染環境後和再經食物鏈（飲食）或接觸等進入動物及人體並影響生殖系統。進入人體後後遺症禍延第二代甚至第三代。
- 生殖系統的各式異常以至癌症
  - 男性女性不妊
  - 男性女性生殖器官異變
  - 男性精子質量數量下降
  - 男性睾丸變小
  - 早熟
  - 母乳減少
  - 肛門及生殖器距離異常
  - 生育男孩的能力下降
  - 子宮癌、睪丸癌和乳癌等
- 先天畸形
- 糖尿病
- 後代學習能力下降與多動症

## 常見來源
各行各業化學品；用塑料工業尤甚，如
人工樹脂（樹脂膠、人造樹脂、合成樹脂、環氧樹脂，Epoxy resins/Epoxy /polyepoxide）

聚氯乙烯（PVC）等產品．

包括製成時、生產前後、不當應用、棄置推填或焚燒後產生
以至產品分解或發生化學變化而成的化學品。

聚氯乙烯的氯可促成戴奧辛/二噁英/二噁莢（dioxin），多氯聯苯（PCB，Poly-Chlorinated Biphenyl）等。
- 殺蟲劑
- 清潔劑、消毒劑、殺菌劑
- 阻燃劑
- 某些農藥
- 某些含epoxy之超能膠等
- 指甲油
- 噴髮膠
- 染髮劑

## 研究、教育、對策
工商業、廢物、食水、空氣、動植物、食物、等，和人類的生殖及健康環環緊扣。化學品已進入人體並造成長久以至跨代的影響。先進國家開始關注問題。

### 加拿大
2008年4月中左右，加拿大宣佈會把雙酚A列為有害物質，外國有大百貨公司超市馬上停止售賣含雙酚A塑膠水瓶奶瓶食具，亦有生產商也停止生產含雙酚A塑膠水瓶奶瓶食具。

### 美國
工商業界和環保組織分別公佈及宣傳不同的以至相反的論據：

就各式生產用化學品口人工合成材料產品（塑料農清潔消毒劑等等）工商業界否認引至內分泌生殖問題及癌症。環保組織及非工商業界資助的研究則發現如PVC PCB dioxin等和內分泌生殖問題及癌症有極大關係。

聯邦政府受制於工商界壓力。部份洲則較嚴格監管有關產品及廢物處理以減少污染。
1990年USEPA訂了F024非污水和他們的可處理標準。（Kinch和Vorbach 1990）
Regulated Constituents of Concern for F024 Non-wastewaters
[可接受最高含量（mg/kg）]
近年綠色和平及其他大學則在各地化檢很多地方以至人體（血、脂、乳）內也含有害化學物。化學污染已進入人體，干擾並引至內分泌生殖問題及癌症。
綠色和平2006年報告各化學品，常見產品和其影響如男女不育、男女生殖器官異常、早熟、等等。 （页面存档备份，存于）

民間也越來越多自發宣傳讓市民注意避開常用物品中的有害化學品

在美國各方大力宣傳反林丹／靈丹（Lindane）下，已有五十多國禁用靈丹。

### 歐盟
歐盟要求清潔劑、殺蟲劑的壬基酚濃度應在0.1%以下。
Cluster of Research into Endocrine Disruption in Europe (CREDO) 
歐洲內分泌異變問題研究組合
研究生殖能力下降，性器官異常，先天性障碍，雌性變雄性化，雄性變雌性化，內分泌系統癌症等和化學物質的關係。

### 日本
由“公害健康被害補償予防協会”及“環境事業団地球環境基金業務”等而成立的日本獨立行政法人“環境再生保全機構”進行研究教育及推廣環境保護其中注重多氯聯苯PCB廢料處理。日本1962年停用多氯聯苯（PCB）2001年立法各存有PCB者須於2016年7月17日前適當地處理並棄置。
日本環境廳列為「環境荷爾蒙」有七十種化學物質。
日本已禁止使用含聚氯乙烯（PVC）塑膠的調理用手套及食物袋。
日本化學物質問題市民研究會（页面存档备份，存于）

### 中華民國
光華畫報雜誌社張靜茹2006年報導
台大海研所教授洪楚彰在新竹香山的長期生態監測發現，香山海岸的貝類「蚵岩螺」，曾在一個月內出現百分之九十的母螺長出雄性器官。......雙酚甲烷A、塑化劑與壬基苯酚，是環保署近來投入最多心力研究的三大類環境荷爾蒙，環保署主任秘書陳永仁表示，由於缺乏管制，這三類化合物在環境的殘留令人憂慮。今年（2006年）四月，中央大學化學系公布一份調查指出，台灣清潔用品有四成使用會分解出酷似人體雌性激素的活性界面劑──烷基酚類化合物。
在環保的要求下，近年來大型工廠多半已進行污水處理，許多工廠更將經過處理的污水用來澆花、養魚，但含有烷基酚的污水在經過二級微生物處理後，卻搖身一變為環境荷爾蒙「壬基苯酚」。
中央大學化學系副教授丁望賢的調查顯示，包括淡水河、頭前溪、朴子溪、東港溪等流域，台灣半數以上河川含有壬基苯酚，殘留濃度更遠高於歐美地區。

中華民國行政院環境保護署95年實施：針對塑膠類生鮮托盤、蛋盒及糕餅麵包盒等包裝容器，參考韓國規定限制使用「含塑膠材質」係指聚对苯二甲酸乙二酯（PET）、聚苯乙烯（PS）、聚氯乙烯（PVC）、聚乙烯（PE）或聚丙烯（PP）等塑膠材質者。 
紙製或植物纖維容器，若添加或淋膜PET、PS、PVC、PE、PP等塑膠材質，亦屬限制使用範圍內。..... 
1. 包含公部門、百貨公司及購物中心、量販店業、超級市場業、連鎖便利商店業、連鎖速食店、有店面餐飲業及有店面之西點麵包業等。
2. 不得提供含塑膠材質之生鮮托盤、蛋盒及糕餅麵包盒。

另因應斯德哥爾摩公約締約國大會討論增列5項POPs名單部分，其中靈丹（Lindane）中華民國已於78年間依「毒性化學物質管理法」公告列管並已全面禁用。

### 中華人民共和國
國際上簽署的《關於持久性有機污染物的斯德哥爾摩公約》中，確定的首批禁止使用的12種持久性有機污染物在中國的環境介質中多有檢出。中國是公約的簽字國。工商業界仍大量生產製造買賣各式含或可形成分泌干擾物的化學物及塑料。
2006年仍有工商業界製造買賣含聚氯乙烯之食物外賣盒塑料盒。
在1983年停止了DDT的使用。但是農藥中仍含DDT。
2006年仍有農業界使用被禁農藥（如DDT, Lindane）及未待一般農藥散減已賣給市民。

### 香港
政府多以工商業利益為重，常以國際間研究甚多，未有一致的結論，未有具體數據資料為理由，無就內分泌干擾物立法。
連歐洲委員會發出緊急禁令禁止供3歲以下兒童可放入口的PVC軟膠玩具含鄰苯二甲酸鹽（可傷肝腎的鄰苯二甲酸鹽）之類也無監管。有限制咬牙膠、手搖鈴及假奶嘴3類玩具的DEHP（其中一種鄰苯二甲酸鹽）含量、但香港消費者委員會測試發現所有樣本的DEHP含量都不超過法例規定的3%。測試報告指出，在42個樣本中，有26個屬PVC軟膠，它們的鄰苯二甲酸鹽含量介乎19.55%至52.66%。至於其餘14種不受本港法例監管的鄰苯二甲酸鹽，份量最高的是DINP和DIDP。在26個PVC樣本中有25個所含的鄰苯二甲酸鹽是DINP，由2.09%至51.63%不等。
香港PVC產品之生產買賣亦相當自由香港 PVC。只有民間團體及環保團體呼籲。